# 那賀川町中島
那賀川町中島（なかがわちょうなかしま）は、徳島県阿南市の大字。2010年10月1日現在の人口は1,988人、世帯数は702世帯。郵便番号は〒779-1245。

## 地理
阿南市の北部に位置。南は東流する那賀川河川敷で辰巳町・住吉町と接するが、南西端の一部は那賀川によって分断され南岸に位置する。西は那賀川町赤池、東は那賀川河口、北は那賀川町北中島・那賀川町上福井に接する。

### 河川
- 那賀川
- 出島川

## 歴史
2006年（平成18年）3月20日に那賀郡那賀川町が阿南市と合併し、阿南市那賀川町中島になる。

## 施設
- 中島郵便局
- 住吉神社
- 若宮神社
- 宝満寺

## 交通

### 道路
国道
- 国道55号（阿南道路）

都道府県道
- 徳島県道141号大林那賀川阿南線
- 徳島県道191号富岡港南島線
- 徳島県道277号中島古庄線
- 徳島県道278号蛭子原西の久保線
- 徳島県道279号中島港線

### 路線バス
徳島バス
- 中島駅前
- 村上内科外科医院